# Jakten (Bonnard)
Jakten är en oljemålning av den franske konstnären Pierre Bonnard från omkring 1908.
Bonnard har skildrat en grupp personer som vilar under en jakt. Kläderna är samtida, men kompositionen med figurer i förgrunden för tankarna till 1600- och 1700-talens landskapsmåleri med herdar som vilar ut i idylliska landskap.
Målningen förvärvades av Göteborgs konstmuseum 1917 och blev därmed den första målningen av Bonnard i en svensk museisamling. Museet äger ytterligare två oljemålningar av Bonnard, Naken akt och Modell i fåtölj, som både har donerats av skeppsredaren Werner Lundqvist.

## Bilder

Bonnards Naken akt (cirka 1903, 68 x 52 cm). Gåva av Werner Lundqvist till Göteborgs konstmuseum 1937.
Bonnards Modell i fåtölj (cirka 1905, 52 x 45 cm). Gåva av Werner Lundqvist till Göteborgs konstmuseum 1918.